# Čjintwin
Čjintwin (barmsky Chindwin Myit) je řeka na severozápadě Barmy. Je to pravý, největší přítok řeky Iravadi. Je 1207 km dlouhá. Povodí má rozlohu 114 000 km2.

## Průběh toku
Pramení na západních svazích pohoří Kumun. Na horním a středním toku protéká členitou zalesněnou dolinou. Na dolním toku protéká rozsáhlou mezihorskou kotlinou. Z pravé strany ústí do řeky Iravadi.

## Vodní stav
Zdroj vody je dešťový. Vodní režim je monzunový s vysokým vodním stavem je v létě. Průměrný průtok činí přibližně 4 000 m³/s.

## Využití
Na dolním toku se využívá na zavlažování. Lodní doprava je rozvinutá od ústí až k hlavnímu přítoku Uju, což je přibližně 600 km. V suchých sezónách je to jen 400 km. Na řece leží město Mounjua.